# Team Vestas Wind

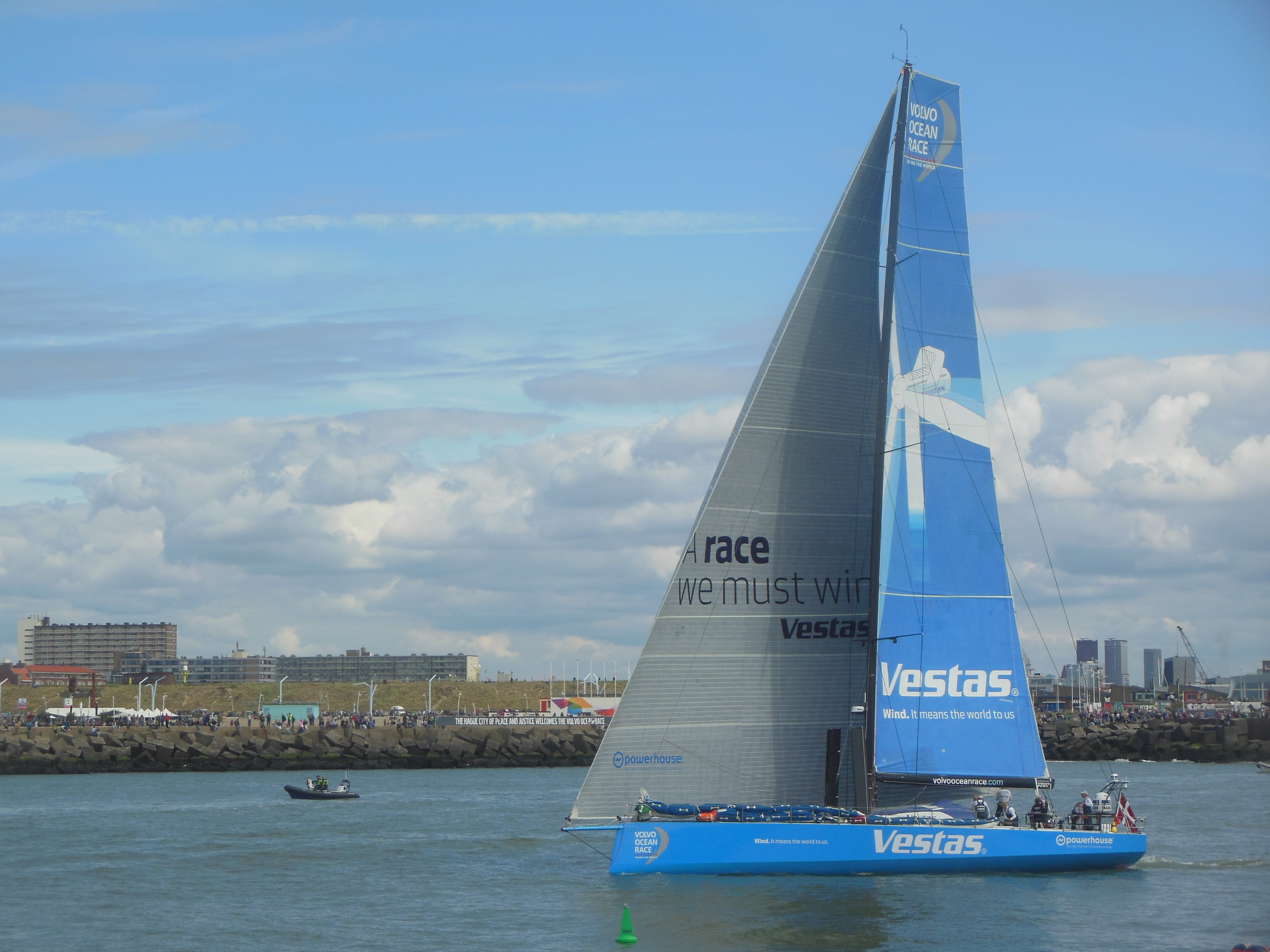
Team Vestas Wind in Scheveningen

Team Vestas Wind is een Deens zeilteam dat deelnam aan de Volvo Ocean Race 2014-2015.
Op 14 augustus 2014 werd bekend dat het Deense energiebedrijf Vestas de laatste boot van de Volvo Ocean Race sponsorde. Tegelijkertijd werd bekendgemaakt dat de Australiër Chris Nicholson, die al vier edities mee heeft gedaan, schipper van de boot werd. Niet veel later maakte de boot, een Volvo Ocean 65, de vereiste 2.000 mijlen om zo aan de race te mogen deelnemen.
In de eerste etappe van Alicante naar Kaapstad werd de boot vierde. In de tweede etappe strandde het schip op een rif bij de eilandengroep Cargados Carajos in de Indische Oceaan. Met 22 knopen (circa 40 km/u) botste de boot tegen het rif. Tijdens de daaropvolgende nacht kreeg het schip assistentie van mededeelnemer Team Alvimedica. Aan het einde van de nacht diende de boot verlaten te worden en werd de bemanning op Île du Sud afgezet. Drie weken later is de boot van het rif gehaald en op transport naar Europa gezet. In januari 2015 maakte Vestas bekend de zeilboot te gaan repareren, zodat het deel kan nemen aan de laatste etappes tussen Lissabon en Göteborg. De Nederlandse navigator Wouter Verbraak is ontslagen naar aanleiding van de stranding.

## Bemanning 2014-2015
Het team bestond uit de volgende bemanningsleden:
| Naam             | Positie              | Nationaliteit | Geboortedatum     | Eerdere deelnames |
| ---------------- | -------------------- | ------------- | ----------------- | ----------------- |
| Chris Nicholson  | Schipper             | Australië     | 18 juni 1969      | 4                 |
| Wouter Verbraak  | Navigator            | Nederland     | 16 november 1975  | 2                 |
| Tom Addis        | Navigator            | Australië     | 1 maart 1970      | 2                 |
| Maciel Cicchetti | Wachtleider          | Argentinië    | 24 september 1973 | 1                 |
| Nicolai Sehested | Trimmer              | Denemarken    | 6 november 1989   | 0                 |
| Peter Wibroe     | Trimmer              | Denemarken    | 24 mei 1985       | 0                 |
| Tom Johnson      | Trimmer              | Australië     | 23 februari 1991  | 0                 |
| Rob Salthouse    | Wachtleider, Trimmer | Nieuw-Zeeland | 5 december 1965   | 3                 |
| Tony Rae         | Trimmer              | Nieuw-Zeeland | 26 juni 1961      | 4                 |
| Simeon Tienpont  | Trimmer              | Nederland     | 20 januari 1982   | 1                 |
| Brian Carlin     | Onboard reporter     | Ierland       | 5 januari 1984    | 0                 |

## Bemanning 2017-2018

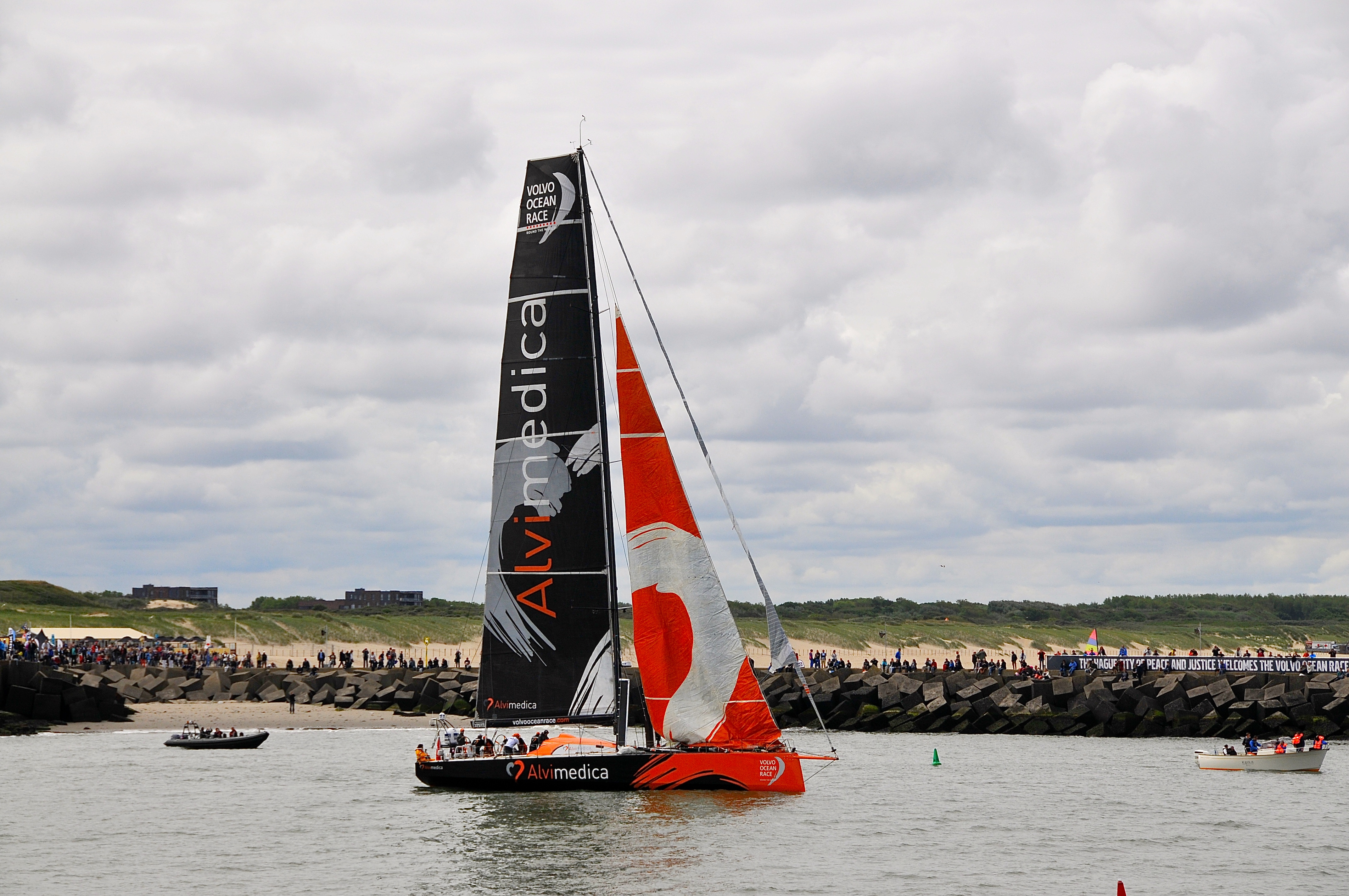
De boot die ze gebruiken was de boot van Team Alvimedica in de 2014-2015 editie

In de 2017-2018 editie van de Volvo Ocean Race deed het team mee onder de naam Vestas 11th Hour Racing. Het team bestond uit de volgende bemanningsleden:
| Naam                       | Positie             | Nationaliteit       | Geboortedatum     | Eerdere deelnames |
| -------------------------- | ------------------- | ------------------- | ----------------- | ----------------- |
| Charlie Enright            | Schipper            | Verenigde Staten    | 10 september 1984 | 1                 |
| Stacey Jackson             | Teamlid             | Australië           | 2 juni 1983       | 1                 |
| Mark Towill                | Team Director       | Verenigde Staten    | 20 oktober 1988   | 1                 |
| Simon Fisher               | Navigator           | Verenigd Koninkrijk | 20 januari 1978   | 4                 |
| Phil Harmer                | Teamlid             | Australië           | 26 juni 1979      | 4                 |
| Tony Mutter                | Teamlid             | Nieuw-Zeeland       | 17 januari 1969   | 5                 |
| Jena Mai Hansen            | Teamlid             | Denemarken          | 10 december 1988  | 0                 |
| Nick Dana                  | Teamlid             | Verenigde Staten    | 2 juni 1986       | 3                 |
| Tom Johnson                | Teamlid             | Australië           | 23 februari 1991  | 1                 |
| Damian Foxall              | Teamlid             | Ierland             | 7 maart 1969      | 5                 |
| Roberto Bermúdez de Castro | Roerganger, Trimmer | Spanje              | 1 maart 1970      | 6                 |
| Hannah Diamond             | Teamlid             | Verenigd Koninkrijk | 13 januari 1990   | 0                 |